# Ursula Niehaus
Ursula Niehaus (* 1965 in Köln) ist eine deutsche Schriftstellerin.
Niehaus stammt aus einer Buchhändlerfamilie. Da ihr das Studium der Germanistik und Geschichte aus familiären Gründen nicht möglich war, absolvierte sie eine Ausbildung zur Versicherungskauffrau und anschließend ein Studium der Wirtschaftswissenschaften. 1993 machte sie sich mit einem Stoffgeschäft in Köln selbständig, musste das Geschäft jedoch wegen einer beruflichen Veränderung ihres Mannes aufgeben. Ihre Begeisterung für Textilien setzte Niehaus in dem 2007 erschienenen historischen Roman Die Seidenweberin um, in dem sie das Schicksal einer jungen Seidenweberin im Köln des Mittelalters schildert. Ihr Erstlingswerk fand Erfolg beim Publikum, sie ist seitdem hauptberuflich schriftstellerisch tätig. Sie lebt mit ihrem Mann Andreas in Ingelheim am Rhein und in Sardinien.

## Auszeichnungen
- 2015: Bronzener Homer für Die Stadtärztin in der Kategorie Beziehung & Gesellschaft

## Werke
Die Bücher Die Seidenweberin und Das Heiligenspiel wurden bereits mehrfach aufgelegt und erschienen zusätzlich als Lizenzausgaben im S. Fischer Verlag und bei der Verlagsgruppe Weltbild. Außerdem wurden sie als Hörbücher sowie als interaktive DAISY-Hörbücher herausgegeben (alle gelesen von Birgitta Assheuer).
Bücher
- Die Seidenweberin. Knaur, München 2007, ISBN 978-3-426-66256-4.
- Das Heiligenspiel. Knaur, München 2008, ISBN 978-3-426-66257-1.
- Die Tochter der Seidenweberin. Knaur, München 2011, ISBN 978-3-426-66359-2.
- Die Stadtärztin. Knaur, München 2014, ISBN 978-3-426-66360-8

Hörbücher
- Die Seidenweberin. Argon Verlag, Berlin 2007, ISBN 978-3-86610-226-2.
- Das Heiligenspiel. Argon Verlag, Berlin 2009, ISBN 978-3-86610-563-8.
- Die Seidenweberin. Argon-Daisy-Edition – Argon Verlag, Berlin 2008, ISBN 978-3-86610-702-1.
- Das Heiligenspiel. Argon-Daisy-Edition – Argon Verlag, Berlin 2009, ISBN 978-3-86610-771-7.